# Dierkensteenpolder
De Dierkensteenpolder is een polder ten zuiden van Oostburg in de Nederlandse provincie Zeeland. De polder behoort tot de Oranjepolders.
Het betreft een in 1583 geïnundeerde polder, die omstreeks 1650 werd herdijkt. In het zuiden werd ze toen begrensd door de Passageule. De oppervlakte bedraagt 268 ha.
Aan de rand van de polder liggen de buurtschappen Bakkersdam, Slepershaven en De Munte. In het noordwesten vindt men de Boomkreek. Ook wordt de polder doorsneden door de Boerenwatergang, die het Groote Gat verbindt met de huidige Passageule. In de polder ligt de Hoeve Dierkenstein. De zuidpunt van de polder, nabij Bakkersdam, wordt wel de Bakkerspolder genoemd, en ook deze naam stamt van vóór de inundatie.
De Dierkensteinpolder wordt begrensd door de Boomkreekweg, de Nieuveltweg, De Munte, de Slepersdijk en de Maagdenbergweg.